# Crash Love
Crash Love is het achtste album van de Amerikaanse rockband AFI, dat werd uitgebracht op 29 september 2009 onder het label Interscope Records. De bijhorende singles zijn Medicate en Beautiful Thieves.
Het album werd geschreven door Davey Havok, die daarmee in 2007 begon. Op de luxe-editie staan nooit eerder uitgebrachte nummers van het album Sing The Sorrow en Decemberunderground. 
Er zijn slechts een paar honderd Crash Love-albums met een zwarte cover gedrukt.
Op dit album verandert de muzikale stijl, net als op het voorgaande album. De invloed van de rockmuziek is duidelijker hoorbaar en de invloed van de elektronische muziek juist minder.
Er zijn verscheidene versies van het album uitgebracht:
- een standaard-cd
- een luxe-editie
- een vinyluitgave
- een uitgave op iTunes (iTunes LP)

## Begin Transmission
Tijdens het schrijven van het album organiseerde AFI een wedstrijd genaamd Begin Transmission. Het was de bedoeling dat fans een video uploaden waarin zij van alles over zichzelf vertelden. De makers van de origineelste filmpjes mochten op het album meezingen. Deze achtergrondzang is te horen in het nummer 'I Am Trying Very Hard To Be Here'. 
Van een aantal winnaars werd een filmpje gemaakt waarin te zien is wat zij in het dagelijks leven doen. De tourmanager van AFI, Smith Puget, ging persoonlijk naar de winnaars toe. Als afsluiting van de wedstrijd werd er nog een filmpje gemaakt (Begin Transmission: Finale) waarin alle winnaars met de band meezongen.

## Tracklist cd/vinyl
1. Torch Song - 3:45
2. Beautiful Thieves - 3:46
3. End Transmission - 3:47
4. Too Shy To Scream - 2:57
5. Veronica Sawyer Smokes - 2:44
6. OK, I feel Better Now - 4:31
7. Medicate - 4:20
8. I Am Trying Very Hard To Be Here - 2:43
9. Sacrilege - 3:27
10. Darling, I Want To Destroy You - 3:43
11. Cold Hands - 3:32
12. It Was Mine - 3:53

## Tracklist Deluxe-editie
Cd 1:
1. Torch Song - 3:45
2. Beautiful Thieves - 3:46
3. End Transmission - 3:47
4. Too Shy To Scream - 2:57
5. Veronica Sawyer Smokes - 2:44
6. OK, I feel Better Now - 4:31
7. Medicate - 4:20
8. I Am Trying Very Hard To Be Here - 2:43
9. Sacrilege - 3:27
10. Darling, I Want To Destroy You - 3:43
11. Cold Hands - 3:32
12. It Was Mine - 3:53

Cd 2:
1. Fainting Spells
2. We've Got the Knife
3. Where We Used to Play
4. 100 Words